# Cantonul Montauban-1
Cantonul Montauban-1 este un canton din arondismentul Montauban, departamentul Tarn-et-Garonne, regiunea Midi-Pyrénées, Franța.

## Comune
- Lamothe-Capdeville
- Montauban (parțial, reședință)
- Villemade